# 本多正忠
本多 正忠（ほんだ まさただ、生没年不詳）は、戦国時代の武将。 幼名は八郎。通称は縫殿助。子に本多忠俊がいる。

## 略歴
三河国伊奈城主。享禄2年(1529年)、松平清康に従い今橋城主の牧野成命を破り三河制圧に功をたてた。